# Ponte de Entre-os-Rios (IC35)
A Ponte de Entre-os-Rios ou a Ponte do IC35, é uma ponte que a une as margens de Entre-os-Rios, em Penafiel, ao lugar de Boure, em Castelo de Paiva, sobre o rio Douro, em Portugal. A sua construção começou por volta de 2003, e a inauguração foi feita em 6 de fevereiro de 2004 pelo então primeiro-ministro Durão Barroso. A ponte foi construída a norte do local da antiga ponte Hintze Ribeiro inaugurada em 1887 que colapsou a 4 de março de 2001. Esta ponte é parte integrante do IC35. 

## Características
A Ponte sobre o Douro tem 562 m de extensão, sendo composta por uma única via de rodagem em cada sentido. Esta ponte, que constitui a primeira fase do IC35, tem início na EN108, terminando com uma ligação à EN224 e aos Cais da Sardoura.
As obras custaram ao Estado 36 milhões de euros.